# Loază
Loaza este o boală determinată de parazitul Loa loa, din familia Filarioidea, încrengătura Nematoda.